# ジョヴァンニ・マタローニ
ジョヴァンニ・マタローニ（Giovanni Maria Mataloni、1869年7月24日 - 1944年9月21日)はイタリアの画家である。イタリアにおける「アール・ヌーヴォー」 (イタリアではスティレ・リベルティ(Stile Liberty)とも呼ばれる）を代表するポスター画家の一人である。

## 略歴
ローマで生まれた。父方の家族はマチェラータ県のピオーラコにいくつかの製紙所を所有していた。美術教育をどこで受けたか知られていないが1891年に、イタリアを代表するポスター画家が集まった音楽出版でも知られるミラノの出版会社リコルディの工房に加わり、出版社デアゴスティーニのためにも働いた。
1895年にガス灯の会社のポスターを製作し、高い評価を得た。このポスターは1895年からパリで出版されたポスター画集「ポスターの達人たち」("Maitres de L'Affiche")に1897年に収録された。
画家のアントニオ・マンチーニと友人になり、ジョヴァンニ・コスタ(Nino Costa、別名Giovanni Costa)やジュリオ・アリスティド・サルトリオ(Giulio Aristide Sartorio)らのローマの画家のグループ「In arte libertas」のメンバーに1896年になった。
ローマの美術学校(Accademia di belle arti di Roma)のヌード画の教室の教授も務め、教えた学生にはウンベルト・ボッチョーニもいる。

## 作品

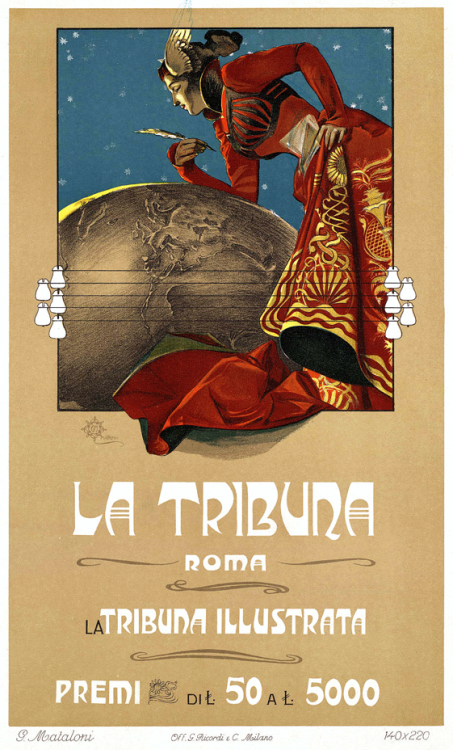
雑誌ポスター(1897)
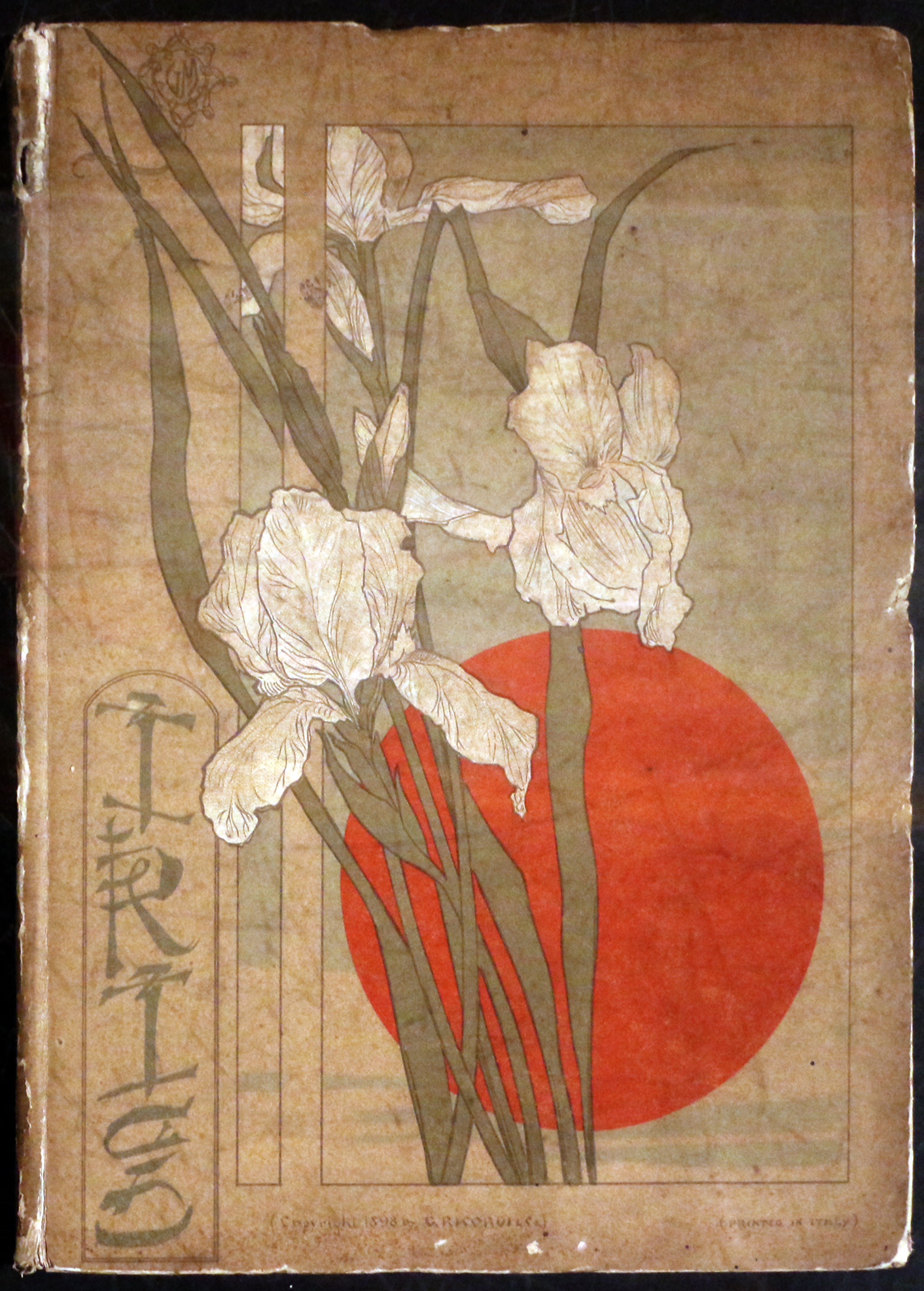
ピエトロ・マスカーニのオペラ『イリス』のポスター
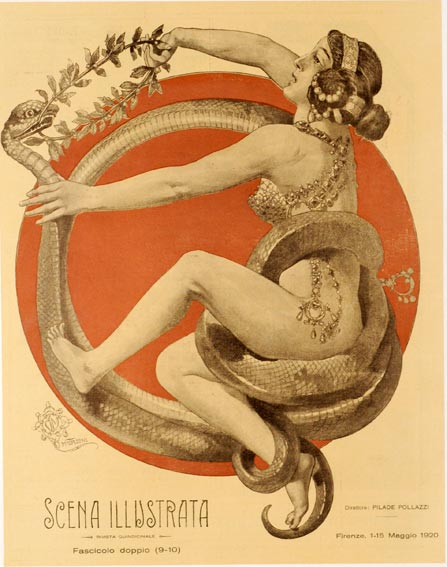
雑誌表紙絵(1900)
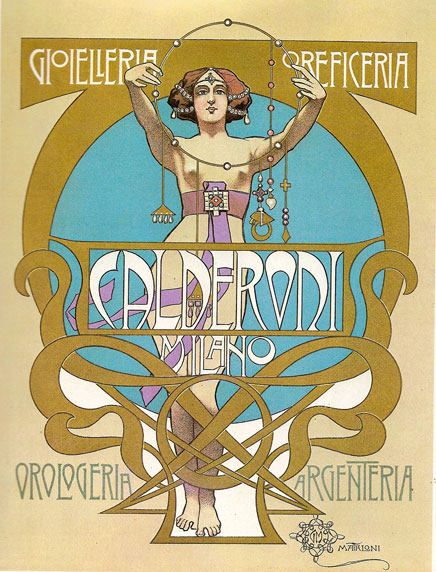
宝石店のポスター (1901)
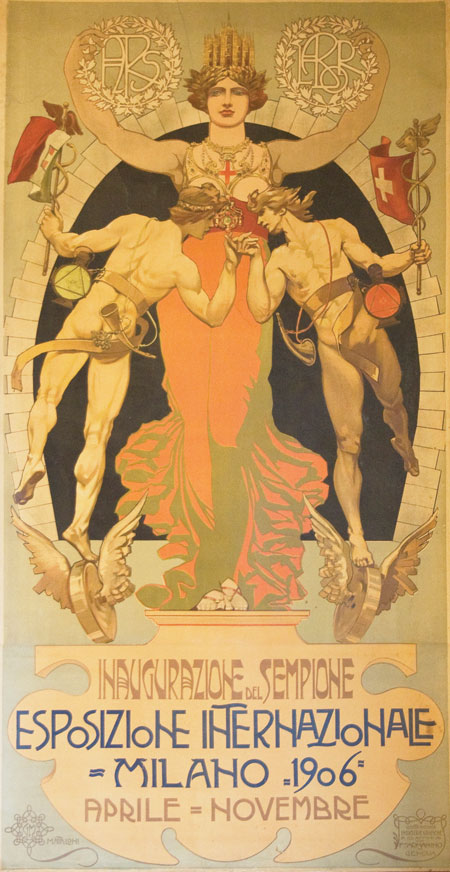
ミラノ博覧会のポスター(1906)